# The Atypical Family
The Atypical Family (히어로는 아닙니다만?, Hi-eoroneun animnidamanLR; lett. "Non sono un eroe, ma") è una serie televisiva sudcoreana trasmessa su JTBC dal 4 maggio al 9 giugno 2024. In lingua italiana è disponibile su Netflix.

## Trama
Bok Gwi-ju e la sua famiglia possiedono dei poteri soprannaturali, ma a causa di una malattia cronica e dell'incompatibilità con la vita moderna, iniziano a perderli. La situazione cambia dopo aver incontrato una donna misteriosa di nome Do Da-hae.

## Personaggi e interpreti
- Bok Gwi-ju, interpretato da Jang Ki-yong
- Do Da-hae, interpretata da Chun Woo-hee
- Bok Man-heum, interpretata da Go Doo-shim
- Bok Dong-hee, interpretata da Claudia Kim